# Moulinet (Lot-et-Garonne)
Moulinet é uma comuna francesa na região administrativa da Nova Aquitânia, no departamento Lot-et-Garonne. Estende-se por uma área de 14,8 km². Em 2010 a comuna tinha 203 habitantes (densidade: 13,7 hab./km²).